# Kim Jin-kyu
Kim Jin-kyu ((김진규?, 金珍圭?); Yeongdeok, 16 febbraio 1985) è un ex calciatore sudcoreano, di ruolo difensore.

## Palmarès

### Club

#### Competizioni nazionali
- K League 1: 2

Seoul: 2010, 2012
- Coppa della Corea del Sud: 2

Chunnam Dragons: 2007
Seoul: 2015
- Korean League Cup: 1

Seoul: 2010